# Werner Plaut
Werner Plaut (* 27. Dezember 1898 in Elberfeld; † 25. Juli 1951 in Chicago) war ein deutscher Schriftsteller, Herausgeber und Verleger.

## Leben
Plaut war in den 1920er Jahren Mitarbeiter der Schriftstellerin Gertrud Prellwitz, in deren Maien Verlag in Oberhof im Thüringer Wald seine ersten Veröffentlichungen erschienen.
Anfang der 1930er Jahre gründete er den Verlag Werner Plaut in Wuppertal-Barmen, der 1936 vom Wilhelm Heyne Verlag arisiert wurde.
1938 emigrierten er und seine Frau in die USA und ließen sich in Chicago nieder. In Chicago war Plaut zuerst im Vertrieb des Verlags Wilcox and Follett Co. tätig, 1944 wurde er Produktionsmanager des Unternehmens.
Ein umfassendes Konvolut von Korrespondenz von Werner Plaut sowie seiner Familie mit Gertrud Prellwitz befindet sich im Archiv der deutschen Jugendbewegung.

## Veröffentlichungen
- Worte der Forderung, Oberhof im Thüringer Wald 1922.
- Deutschland. Gedichte. Entstanden 1920–22, Oberhof im Thüringer Wald 1922.
- Von der Freiheit, Oberhof im Thüringer Wald 1923.
- Die Wende, Oberhof im Thüringer Wald 1923.
- Der Einheit Lied, Oberhof im Thüringer Wald 1923 oder 1924.
- Antisemitismus, Oberhof im Thüringer Wald 1924.

## Veröffentlichungen des Verlags Werner Plaut
- Lotte Herrlich, Kinder am Wasser, 1932. Mit einem Vorwort von Adele Schreiber.
- Max Baur, Die schöne Welt, 1932.
- Alexander Graf Stenbock-Fermor, Das Haus des Hauptmanns von Messer, 1933.
- Hans Franck, Um Liebe, 1933.
- Reinhold Conrad Muschler, Die Unbekannte, 1934.
- Helmut Paulus, Die Geschichte von Gamelin, 1935.
- Helmut Paulus, Mutterschaft. Gedichte, 1935.
- Carl August Brasser, Ein seltsamer Mann.